# Tatouage rapanui

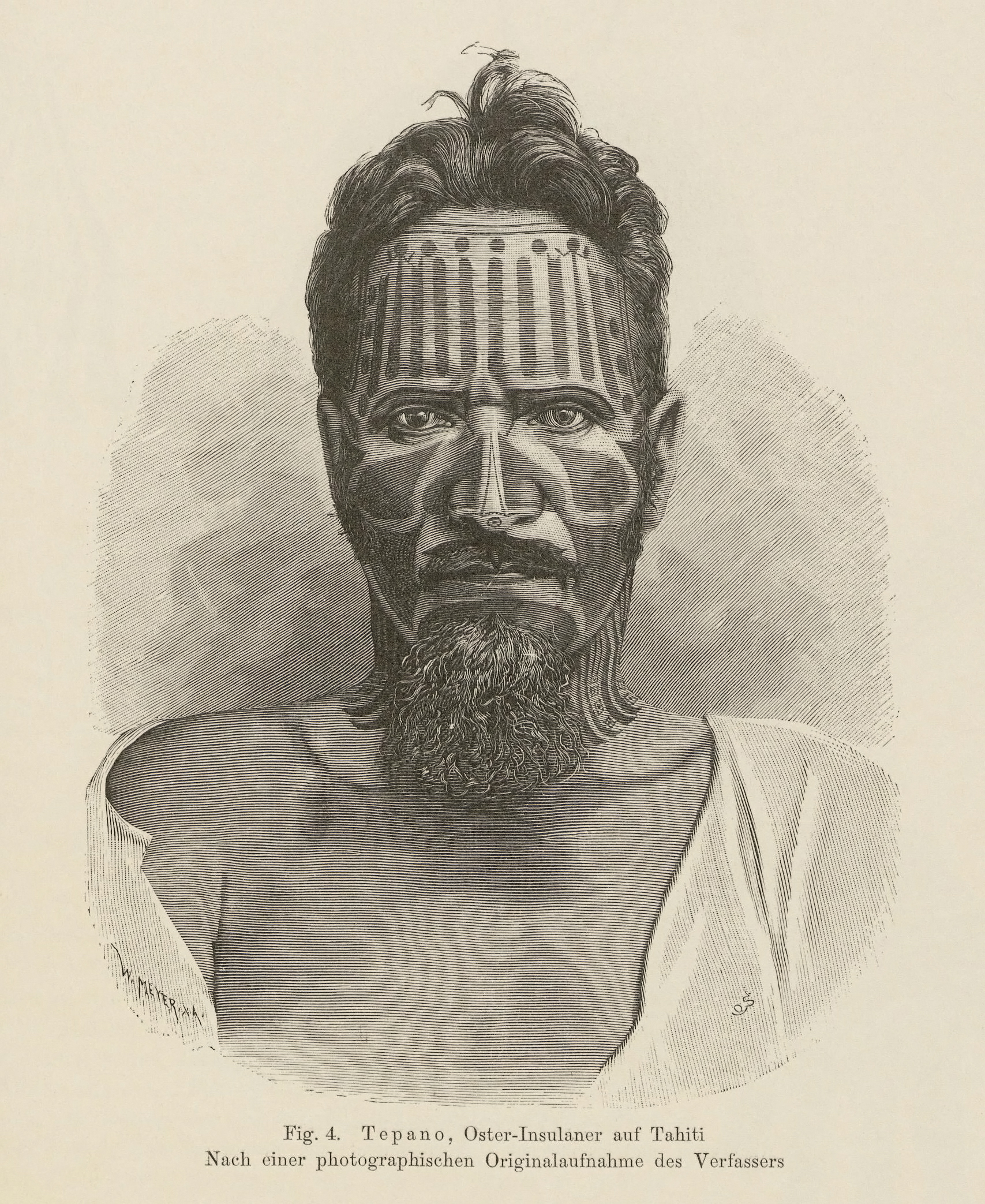
Tepano, un Rapanui tatoué.

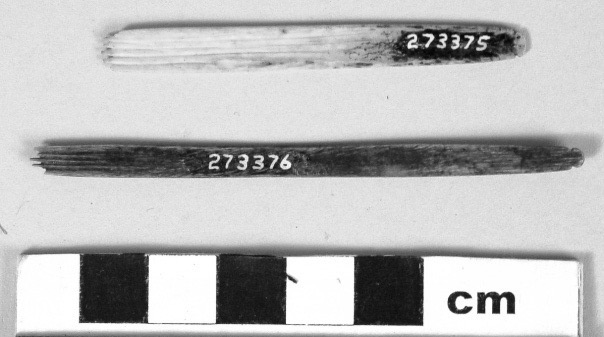
Les 2 aiguilles Iuhi données au Field Museum de la collection Fuller

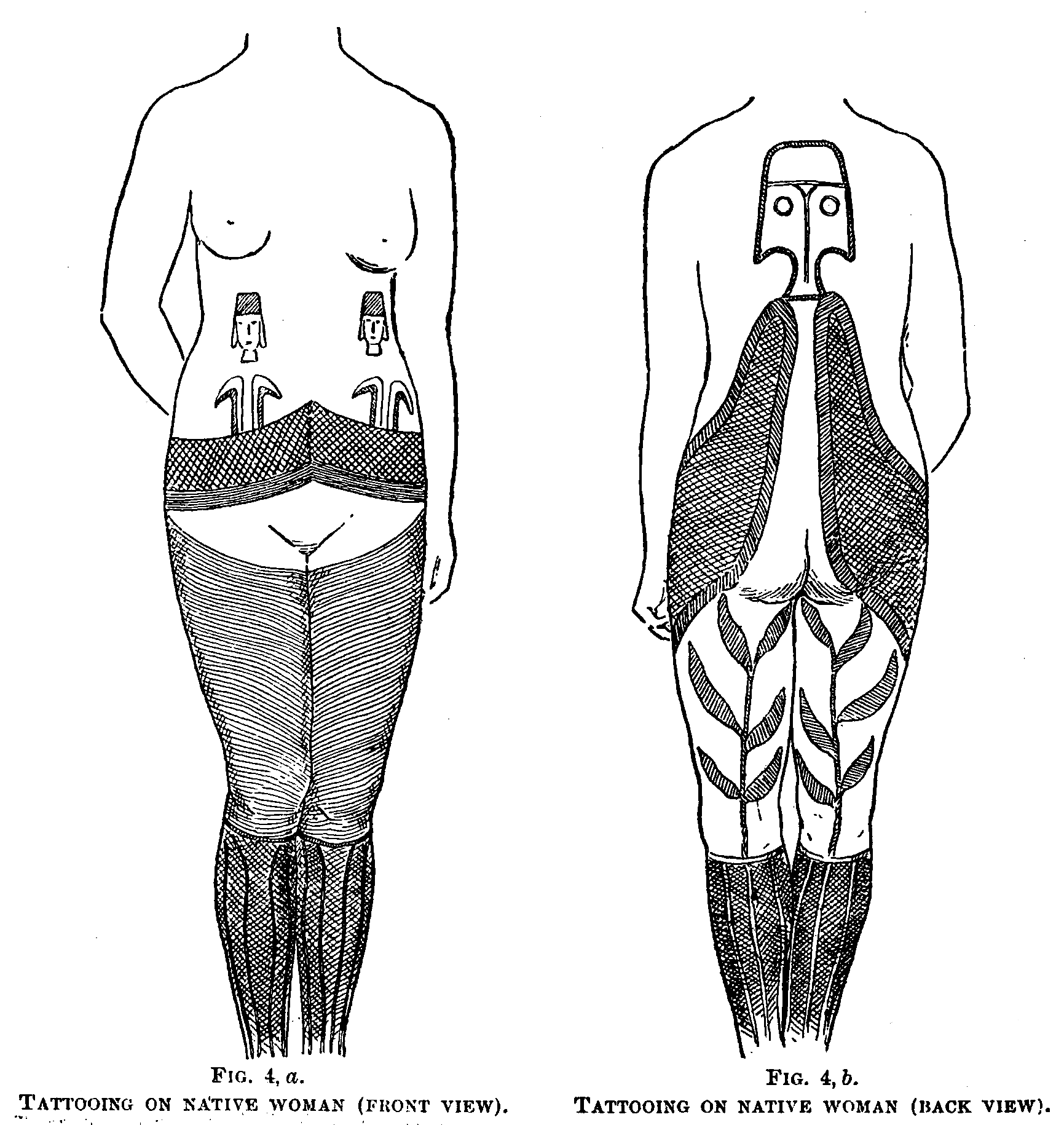
Tatouage sur une femme autochtone, Île de Pâques, 1886

Comme dans d’autres îles polynésiennes, le tatouage rapanui a une connotation spirituelle. Dans certains cas, les tatouages sont considérés comme un récepteur de force divine ou de mana. Ce sont des manifestations de la culture Rapa Nui. Les prêtres, les guerriers et les chefs portaient plus de tatouages que le reste de la population, symbole de leur hiérarchie. Les hommes et les femmes sont tatoués pour représenter leur classe sociale,.

## Processus
Le processus de tatouage est réalisé avec des aiguilles et des peignes en os appelés uhi ou iuhi fabriqué à partir d'arêtes d'oiseaux ou de poissons,. L'encre est fabriquée à partir de produits naturels, principalement issus de la combustion de feuilles de Ti (Cordyline terminalis) et de canne à sucre,. L'autre extrémité comporte deux rainures permettant d'y attacher une tige, ce qui aide probablement l'artiste à manœuvrer les aiguilles pendant le processus de tatouage. Les tatouages sont appliqués avec des peignes à aiguilles et un maillet en bois appelé miro pua ‘uhi.

## Des noms
Les tatouages sont nommés en fonction de leur emplacement sur le corps :
- Rima kona : Sur le dos de la main ou du poignet.
- Retu : Sur le front.
- Matapea : Sous les yeux.
- Pangaha'a : Sur les joues.
- Pare : Sur les bras.
- Humu : Sur les cuisses et/ou mollets.
- Tu'u haino ino : Sur le dos et les fesses.

## Histoire

### Conception
Les tatouages, ainsi que d'autres formes d'art à Rapa Nui, mélangent des images anthropomorphes et zoomorphes. Les symboles les plus couramment représentés sont le dieu Make-Make, les Moais, le Komari (le symbole de la fertilité féminine), le manutara et d'autres formes d'oiseaux, de poissons, de tortues ou de personnages des tablettes de Rongo Rongo. Certains modèles sont plus courants que d’autres. Les femmes et les hommes présentent très souvent sur le visage des rides épaisses qui, traversant le front, s'étendent d'une oreille à l'autre. Ces lignes sont courbées et combinées à une série de gros points ( humu ou puraki, « enfermer ») qui marquent le front et les tempes. On les voit également sur les figures en tissu d'écorce existantes, mais avec moins de détails. Les lignes parallèles sur le front et la frange de points sont les premiers motifs tatoués sur le visage. Ce modèle est le plus général et est couramment enregistré par les premiers voyageurs. Plusieurs modèles et figures de tatouage sont mentionnés dans la recherche. Une femme a un 'ao, qui est une pagaie de cérémonie, tatouée sur son dos. Fischer mentionne également une vieille femme avec une pagaie sur le dos, mais l'appelle un rapa, qui est une pagaie de danse qui est tatouée lorsqu'elle perd sa virginité. Pour elle, la pagaie lui rappelle son premier amant. Un marin allemand qui visite l’île parle de tatouages « d’oiseaux et d’étranges bêtes ». La plupart des hommes et des femmes sont couverts de la tête aux pieds de motifs et d’images différents.

### Statut
Les tatouages varient également selon le rang et le statut. Les prêtres ont généralement plus de tatouages pour se distinguer des autres, tandis que les hommes et les femmes ont des tatouages qui distinguent leur identité de classe des autres.

### Temps moderne
De nos jours, les jeunes ramènent les tatouages Rapa Nui comme une partie importante de leur culture et les artistes locaux basent leurs créations sur des motifs traditionnels.

## Signification

### Spirituel
Spirituellement, les tatouages sont importants car ils sont considérés comme une porte d’entrée vers la force divine. D'autres images incluent celles qui représentent des dieux et d'autres messages spirituels.

### Culturel
Sebastian Englert fait référence au tatouage, également appelé Tatú ou Tá kona, comme une forme d'expression naturelle parmi les insulaires, que l'on voit couramment chez les adultes et les enfants avec ces peintures. "Ta" signifie écrire ou graver et "kona" signifie lieu. Le mot entier signifie quelque chose comme « l’endroit où graver ».

## Lectures complémentaires
- Delsing, Riet. (2015). Articuler Rapa Nui : Politique culturelle polynésienne dans un État-nation latino-américain . Honolulu, HI : Presses de l'Université d'Hawaï.
- Kjellgren, E., Van, TJA, Kaeppler, AL et Metropolitan Museum of Art (New York, NY). (2001). Splendide isolement : Art de l'Île de Pâques. New York : Musée métropolitain d'art.
- Krutak, LF (2007). Les arts du tatouage des femmes tribales. Londres : Bennett & Bloom Desert Hearts.
- Arredondo, AM et Pilar, PC (2009). Rapa Nui : Takona tatu.
- Hunt, TL et Lipo, CP (2011). Les statues qui marchaient : Percer le mystère de l'Île de Pâques. New York : Presse Libre.
- Fiksa, Radomir (2019). Lexique des tatouages tribaux : motifs, significations et origines. Schiffer